# Célestin Freinet
Célestin Freinet (Gars, Provence, 1896. október 15. – Vence, 1966. október 8.) néptanító, reformpedagógus, a munkaiskola képviselője.

## Életútja
Falun töltött gyermekévek után tanítóképzőt végzett. Az I. világháborúban súlyos tüdősérülést szenvedett, ez is közrejátszott abban, hogy néptanítóként később új, gyerekeket aktivizáló módszereket keressen. Rabelais-t Montaigne-t, Pestalozzit és Rousseau-t olvasva érlelődött pedagógiai koncepciója. A kortárs reformerek közül személyesen ismerte például Claparède-et, Lietzet és Peter Petersent. Az újdonságok érdekelték, de látta, hogy a falusi népoktatás szegényes viszonyai között az elitnevelésre szabott elképzelések többsége megvalósíthatatlan. A természet közelsége viszont olyan élményanyagot nyújtott, amelyet beépítettek a tananyagba. Így bontakozott ki a tanulók aktivitásán, közös munkáján és a nevelők együttműködésén alapuló Freinet-pedagógia, melynek jelszava „École par la vie, pour la vie, par le travail” (Az iskola az életre neveljen – élettel és munkával).

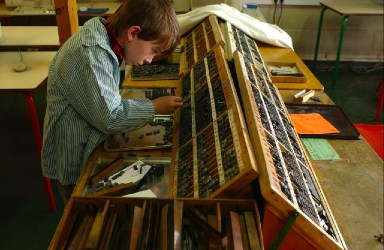
Nyomtatási technikák a Freinet iskolában

1926-ban létrejött a Freinet követő pedagógusok szövetsége, a CEL (Coopérative de l'Enseignement Laďc, 'Világi Oktatás Szövetsége'). Létrehozták a gyermekek fogalmazásait bemutató újságot La Gerbe ('A kéve') néven. Kommunista meggyőződése miatt Freinet egyre hevesebb támadások kereszttüzébe került, végül 1933-ban elbocsátották állásából. Ekkor Vence-ban vásárolt egy épületet, amelyet tanítónő feleségével, Élise-zel és tanítványaival bentlakásos magániskolává alakított át, a Modern Iskola 1935. október 1-jén nyílt meg. 
A Vichy-kormány 1940-ben bezáratta az iskolát, Célestin Freinet pedig letartóztatásba került szakszervezeti aktivitása és kommunista párttagsága miatt. 1946-ban nyílt meg újra az iskola, s ekkor jelent meg Freinet A francia Modern Iskola (L' École Moderne Française) c. tanulmánya, amelyet fogva tartása alatt írt.
A II. világháború után sok időt szentelt pedagógiai tanulmányainak megírására, pedagógiai elveinek terjesztésére és a Cannes székhellyel működő CEL mozgalomnak. 1948-ban Freinet kilépett a francia kommunista pártból, mert pedagógiai elveit és a párt ideológiai elvárásait nem tudta összeegyeztetni. Pedagógiai elvei egyre nagyobb sikert arattak Franciaország határain kívül is, 1957-ben megalakult a Modern Iskola Mozgalom Nemzetközi Szövetsége (Fédération Internationale des Mouvements d'École Moderne, rövidítése FIMEM).

## Főbb művei
- Essai de psychologie sensible appliqué à l'éducation. Cannes, 1950
- Les méthodes naturelles dans la pédagogie moderne. Paris, 1956
- Le Journal scolaire. Vienne, 1957
- Les dits de Mathieu. Neuchâtel, 1959
- L'imprimérie à l'école. Cannes, 1960

### Magyarul
- A Modern Iskola technikája; ford., utószó Zipernovszky Hanna; Tankönyvkiadó, Bp., 1982 (Pedagógiai források)
- Máté mondásai; ford. Ősz Gabriella, szerk. Somogyi Antal; Kemény G. Iskolaszövetség, Szentlőrinc, 1999 (Az embernevelés kiskönyvtára)